# Николя, Владимир Владимирович (контр-адмирал)
Влади́мир Влади́мирович Николя́ (11 (23) декабря 1881 — 3 апреля 1923, Бизерта, Тунис) — офицер Русского императорского флота, участник Белого движения, контр-адмирал.

## Биография
Родился 11 декабря 1881 года в семье архитектора В. В. Николя. На военную службу зачислен в 1900 году. В 1903 году окончил Морской кадетский корпус и 6 мая того же года произведён в мичманы. Назначен в 36-й флотский экипаж (Черноморский флот). В 1904 году совершил заграничное плавание на канонерской лодке «Запорожец». 6 декабря 1906 года произведён в лейтенанты.
В 1908 году окончил Минный класс с присвоением звания минного офицера 1-го разряда и в 1909 году назначен флагманским минным офицером штаба начальника Черноморского отряда, а 13 февраля 1912 года — исправляющим должность флагманского минного офицера штаба начальника Черноморской минной дивизии. 6 декабря 1912 года «за отличие» произведён в старшие лейтенанты, а 1 января 1915 года, так же «за отличие» — в капитаны 2-го ранга.
28 июля 1917 года «за отличие» произведён в капитаны 1-го ранга.
После Октябрьской революции присоединился к Белому движению. В Вооружённых силах Юга России и Русской армии — начальник штаба Черноморского флота. 12 июня 1920 года произведён в контр-адмиралы. Вместе с эскадрой эвакуировался из Севастополя.
На 25 марта 1921 года — в составе Русской эскадры в Бизерте (Тунис). С 1921 года являлся председателем Комиссии по делам русских граждан в Северной Африке.
За время службы удостоен наград:
- орден Святого Станислава 3-й степени (6 декабря 1908),
- орден Святой Анны 3-й степени (6 декабря 1911),
- орден Святого Станислава 2-й степени с мечами (19 января 1915),
- орден Святой Анны 2-й степени с мечами (8 июня 1915),
- мечи и бант к ордену Святой Анны 3-й степени (27 июля 1915),
- Георгиевское оружие (6 февраля 1917),
- орден Меджидие 4-й степени (Турция, 1905).

Умер 23 апреля 1923 года в Бизерте, похоронен там же. Жена Владимира Николя — Ольга Александровна (1866 — 6 июля 1922), также умерла в Бизерте. Детей не имели.

«В июле 1922 года умерла Ольга Александровна, жена адмирала Николя, любезная престарелая дама, как нам казалось, ей было за пятьдесят. Сам адмирал, хрупкий, очень скромный, казался нам, детям, тоже очень старым, вероятно, оттого, что у него была борода. Очень редко выходил он из каюты, для того чтобы посидеть под тентом на скамейке, и всегда к нему подсаживался Алмазов. Адмирал тихо скончался спустя несколько месяцев после смерти жены, в апреле 1923 года».— Анастасия Ширинская